# Galneryus
Galneryus (яп. ガルネリウス, Garuneriusu) стилизовано как GALNERYUS - японская пауэр-метал-группа, образованная в Осаке в 2001 году гитаристом Сю и вокалистом Яма-Б. Первоначально они были единственными официальными участниками, но использовали нескольких музыкантов поддержки, пока басист Цуй, клавишник Юки и барабанщик Дзюнъити официально не присоединились к выпуску их дебютного альбома в 2003 году. Яма-Б покинул группу в 2008 году, сославшись на музыкальные разногласия, а Юто, который заменил Цуй в 2006 году, ушел в следующем году. Galneryus нанял Сё на вокал и взял на бас-гитару, а в 2010 году выпустил альбом Resurrection. Дзюнъити ушел в 2016 году, а в следующем году группа выпустила свой студийный альбом Ultimate Sacrifice, который занял 13-е место в чартах. В 2017 году Loudwire назвал Galneryus одной из 10 лучших японских метал-групп.

## История

### 2001—2002: Основание и первые годы
Galneryus были сформированы в 2001 гитаристом Сю (Известным по группам Valkyr, Animetal, Aushvitz, and Masaki Project) и вокалистом Масахиро «Яма-Б» Ямагути (AxBites, Rekion, River End and Gunbridge). Они оба были широко известны на японской метал сцене, и сформировали группу чтобы «выражать их музыкальные вкусы и идеи». Состав группы дополнили клавишник A, Сёго Химура в качестве бас-гитариста и барабанщик Тосихиро «Тосан» Юй.
В октябре 2001 года группа выпустила 2-трековое демо под названием United Flag. Демо-версия была спродюсирована и выпущена самостоятельно. Этот EP начал привлекать внимание как фанатов, так и независимых звукозаписывающих лейблов.
Поиграв с другими метал-группами, такими как Fairy Mirror, Mephistopheles, Galactica Phantom, Mastermind и Concerto Moon, Galneryus вернулся в студию, чтобы записать второй EP. Rebel Flag был выпущен независимым лейблом Iron Shock в августе 2002 года. В EP снова использовались музыканты поддержки, чтобы заполнить места в группе: Сёго Химуро снова на басу, Тосихиро Юи снова на барабанах и Ёсинори Катаока на клавишных.
После этого EP группа начала получать несколько контрактов на запись и начала больше гастролировать. В 2003 году их пригласили выступить на Melodic Metal Festival в Японии, в котором приняли участие шведская пауэр-метал-группа Dragonland, а также австралийская Dungeon. В результате Dragonland пригласили Galneryus сыграть с ними в следующий раз, когда они отправятся в турне по Японии.
Galneryus также был приглашен выступить на двух кавер-альбомах метал-компиляций с другими группами, такими как Masaki Project, Saber Tiger и Mephistopheles. Galneryus исполнил песню Black Diamond (первоначально финской пауэр-метал-группы Stratovarius) на сборнике Stand Proud! III и исполнил песню Soldier of Fortune (японской хэви-метал группы Loudness) на сборнике Japanese Heavy Metal Tribute Tamashii II. Для этих песен группа использовала музыкантов второго плана Тосихиро Юи на барабанах, Юсуке на басу и Юки на клавишных. Оба сборника были выпущены одновременно в декабре 2002 года в один и тот же день на лейбле Iron Shock и распространялись через звукозаписывающий лейбл VAP.

### 2003-2007: Уход основных и официальных членов
Сама VAP подписала контракт с Galneryus, и группа приступила к написанию и записи своего полноформатного дебютного альбома The Flag of Punishment, в который вошли все 5 песен EP, переписанных и перезаписанных заново, а также обложка известного дизайнера Final Fantasy Ёситаки Амано. В это время Galneryus прекратил использовать временных участников и на постоянной основе нанял Рёске "Цуй" Матсуи (ранее из AxBites) на басу, Юки (ранее из Ark Storm и Marge Litch) на клавишных и Дзюнъити Сато (ранее из Concerto Moon) на барабанах. Альбом был окончательно выпущен в октябре 2003 года. В марте 2005 года Galneryus выпустили свой второй альбом Advance to the Fall, а позже выпустили свой третий полноформатный альбом Beyond the End of Despair... в июле 2006 года.
После тура Live for Rebirth Цуй покинул Galneryus, а Ю-То (позже известный как Леда из Deluhi) был нанята на место бас-гитариста. Вскоре после этого группа выпустила свой четвертый альбом One for All - All for One 22 августа 2007 года. 27 октября они выпустили свой первый кавер-альбом Voices from the Past. Затем Galneryus дебютировали в iTunes Store, сделав свой материал доступным по всему миру.

### 2008-2011: уход Ямы-Б и Resurrection
В феврале 2008 года обе стороны их двойного сингла Alsatia/Cause Disarray были использованы в качестве вступительной и финальной тем для шестисерийного аниме-сериала Дочери Мнемозины.
10 октября 2008 года было объявлено, что вокалист Яма-Б покидает группу по окончании тура Back to the Flag. Решение было принято во время записи/выпуска их пятого полноформатного альбома Reincarnation. Согласно записке Ямы-Б, оставленной фанатам на официальном сайте Galneryus, он ушел из-за роста и изменений в группе. В записке Яма-Б заявил, что из-за разногласий во мнениях о стиле музыки группы он уходит. Он и остальные члены Galneryus все согласны с этим и пожелали друг другу всего наилучшего, прежде чем разойтись в разные стороны. Позже, в 2013 году, Яма-Б уточнил, что, хотя у него и Сю с самого начала были разные музыкальные вкусы, с каждым релизом группа постепенно гонялась за новым звучанием вместо того, чтобы заниматься музыкой, которую мы любили. В то время как Яма-Б любит придерживаться определенного набора правил, концепций, в частности, Сю может спонтанно отказаться от стиля, чтобы включить новые идеи. 23 октября 2008 года Galneryus выпустили свой второй кавер-альбом Voices from the Past II, а 25 марта 2009 года они выпустили два альбома Best of.

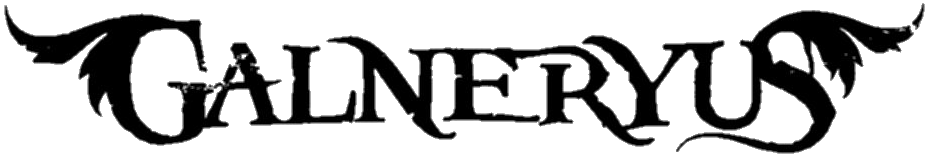
Нынешний логотип Galneryus, впервые использованный в 2007 году.

Известный вокалист Масатоси "Сё" Оно выступил в качестве приглашенного вокалиста на выступлении 30 мая 2009 года на десятой годовщине Pure Rock Japan Live. В сентябре 2009 года басист Юи-То покинул группу, а Сё и Така официально присоединились к ней. Этот состав впервые выступил на фестивале Loud Park Festival 2009. Песня Galneryus A Far-Off Distance была использована в качестве финальной темы аниме 2010 года Rainbow: Nisha Rokubo no Shichinin. 21 апреля они выпустили цифровой EP Beginning of the Resurrection, который содержит кавер-версию хита Сё 1992 года You're the Only.... 23 июня они выпустили свой шестой полноформатный альбом Resurrection, а 20 августа - третий кавер-альбом Voices from the Past III.
В 2011 году их песня Destiny была использована в музыкальных видеоиграх GuitarFreaks XG2: Groove on Live и DrumMania XG2: Groove on Live. Кроме того, их песня New Legend была использована в GuitarFreaks XG3 и DrumMania XG3. Группа выпустила ограниченный сингл Future Never Dies 7 сентября 2011 года, а альбом Phoenix Rising - 5 октября.

### 2012–настоящее время: Angel of Salvation, европейский тур и новые барабанщики

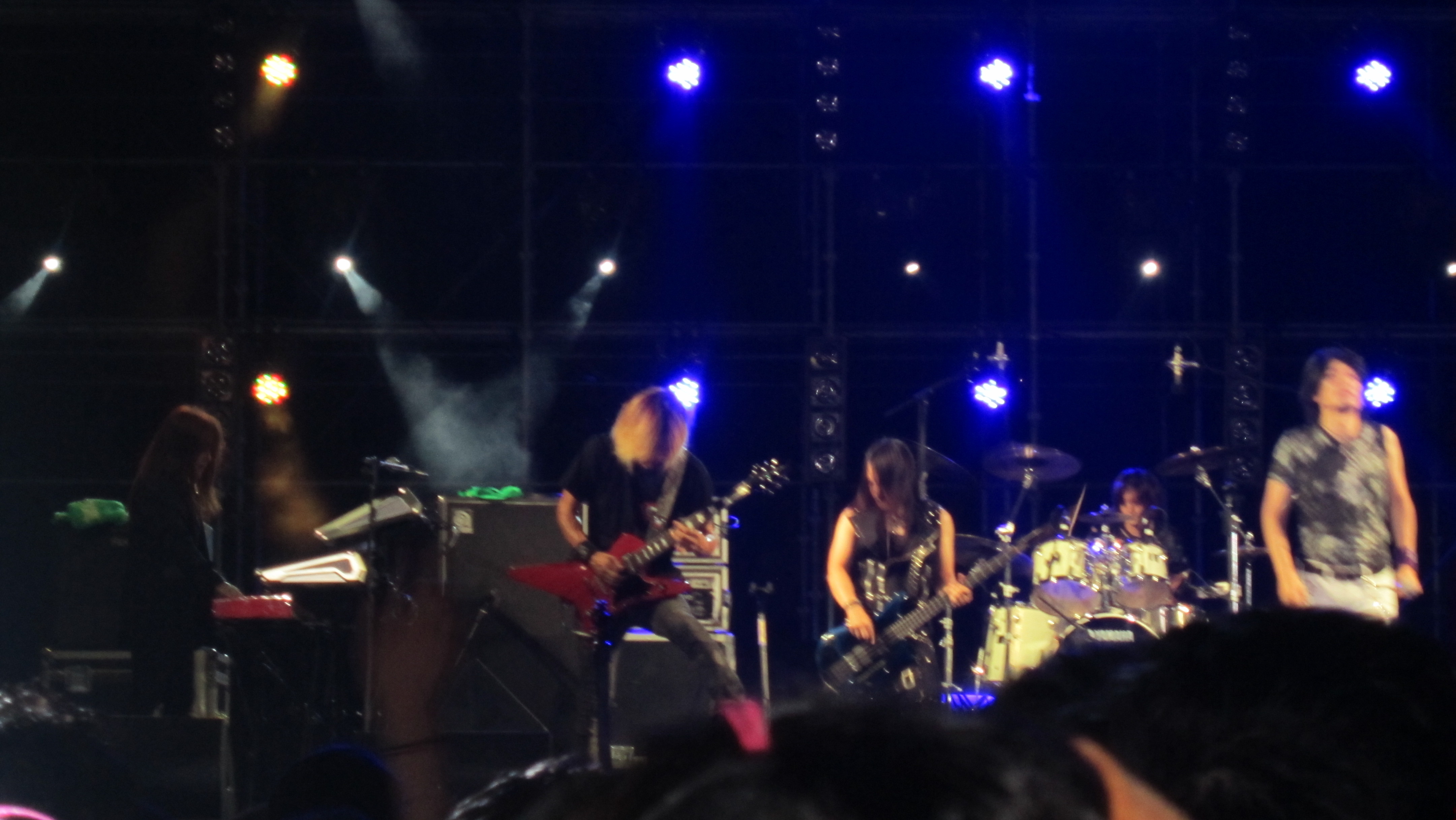
Galneryus выступает на рок-фестивале в Пусане в Корее в 2012 году.

25 января 2012 года они выпустили мини-альбом Kizuna. Заглавная песня была использована в игре Fist of the Blue Sky на патинко, а на ее обложке изображен главный герой сериала. Следующий сингл Galneryus Hunting for Your Dream был использован в качестве второй заключительной темы для новой аниме-адаптации Hunter × Hunter. Сольная песня Оно Departure! (которая была освещена на английском языке Galneryus на Kizuna) ранее была первой вступительной темой сериала, в то время как другая версия под названием Departure! -Second Version- была его второй.
Их восьмой студийный альбом Angel of Salvation был выпущен 10 октября 2012 года и достиг 17-го места в чарте Oricon. Заглавный трек, который интерполирует "Концерт для скрипки ре мажор, соч. 35" Петра Ильича Чайковского, длится 14:42 минуты, что в два раза больше, чем версия, показанная в музыкальном видео, и включает Аканэ Лив (из Liv Moon), исполняющую бэк-вокал. Юки вместе с группой сотрудничал с известным композитором видеоигр Дайсуке Исиватари для создания саундтрека к японскому файтингу BlazBlue: Chrono Phantasma, который вышел на аркадных автоматах в ноябре 2012 года, исполнив аранжировки для большинства оригинальных тем серии.
22 мая 2013 года Galneryus выпустили свой первый альбом с самостоятельной обложкой The Ironhearted Flag Vol. 1: Regeneration Side. Он стал их самым высокооплачиваемым релизом на сегодняшний день, достигнув 15-го места, и является частью празднования их 10-летия, которое также включало тур с 7 по 30 июня. 26 мая они выступили на Pure Rock Japan Live 2013 в клубе Citta вместе с NoGoD, Saber Tiger и Onmyo-Za.
Galneryus отправились в свой первый европейский тур в июле 2014 года. Начавшись в Германии, тур с четырьмя датами также привел их во Францию, а затем завершился в Испании. Они выпустили альбом Vetelgyus в сентябре 2014 года. Песня Galneryus Attitude to Life была использована в качестве финальной темы для аниме-телесериала Смеясь Под облаками. Galneryus выпустили Under the Force of Courage, свой десятый альбом и первый концептуальный альбом в декабре 2015 года. Он стал их самым высокооплачиваемым студийным альбомом, заняв 13-е место в чартах.

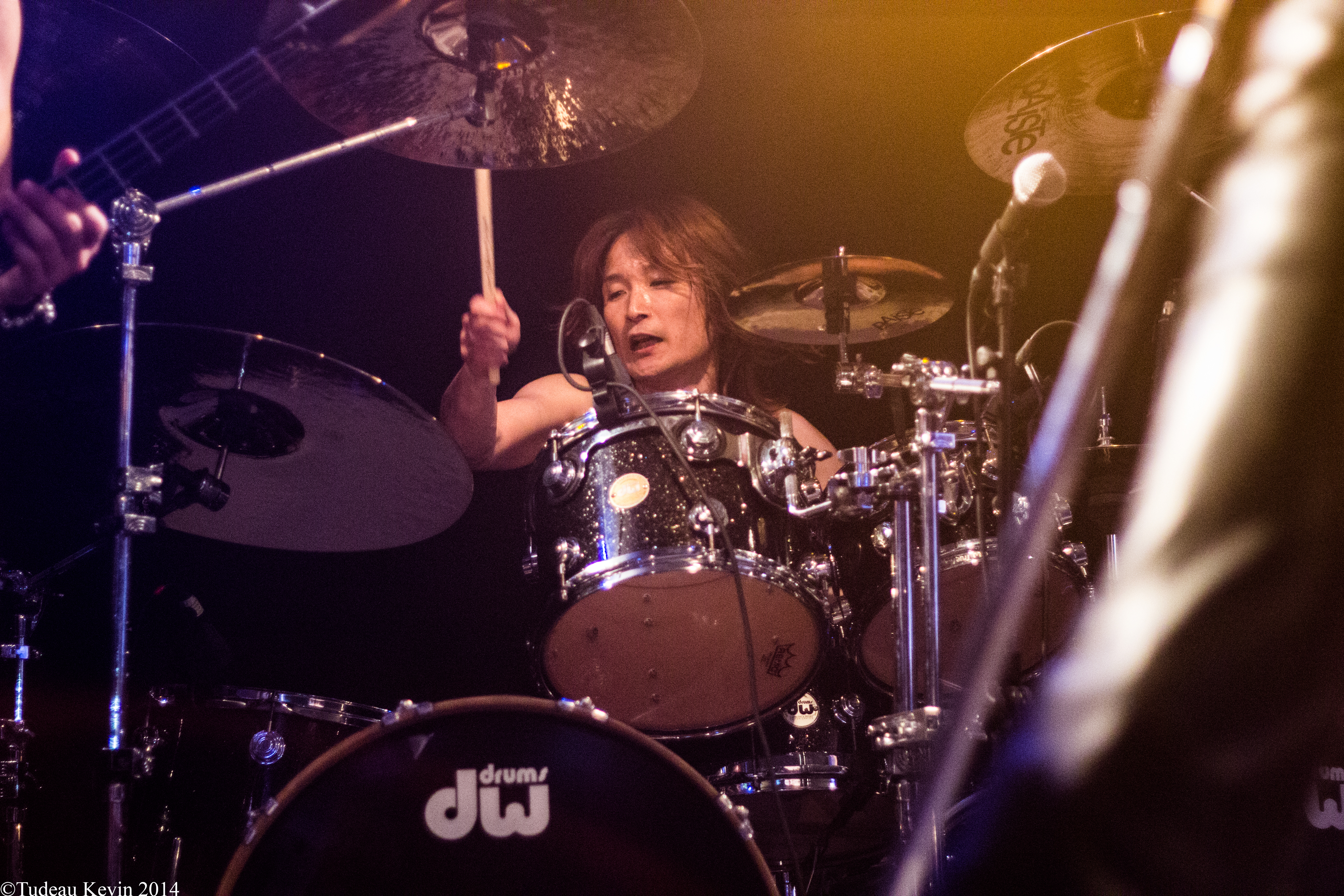
Дзюнъити был барабанщиком Galneryus с 2003 по 2016 год.

В июне 2016 года было объявлено, что барабанщик Дзюнъити мирно покинул Galneryus после 13 лет работы. Позже Сю сказал, что, поскольку Дзюнъити жил в Осаке, преподавал в музыкальной школе и имел другие музыкальные проекты, ему стало трудно сбалансировать их все по мере роста деятельности Galneryus. Его заменил Фумия из групп Thousand Eyes и Undead Corporation. В следующем году они впервые за 14 лет сменили звукозаписывающие лейблы, переключившись на Warner Music Japan для выпуска альбома Ultimate Sacrifice 27 сентября 2017 года. Он продолжает концепцию их предыдущего альбома и с тех пор стал их самым высокооплачиваемым студийным альбомом, заняв 13-е место в чарте Oricon.
Они выпустили свой 12-й студийный альбом Into the Purgatory 23 октября 2019 года. Он был поддержан 10-дневным туром ~Radiance~ Wailing in the Flames of Purgatory, который также отпраздновал их 15-летие. 2 июня 2020 года Galneryus объявил, что Фумия покинул группу. Они также показали его замену, Леа из группы 罪號人~Zygote~, который утверждал, что на него повлияли как Дзюнъити, так и Фумия.

## Музыкальный стиль и лирические темы
Сю описал музыку Galneryus как симфоник-метал, классический метал и прогрессивный метал. Он сказал, что, хотя на них очень сильно влияет европейская музыка, они смешивают ее с японской концепцией ваби-саби, создавая эмоциональную музыку. В начале существования группы Яма-Б и Сю хотели выделиться и поэтому, помимо всего прочего, носили доспехи и красную эмалевую одежду соответственно. Однако в конце концов они передумали и больше всего хотели передать свою музыку. Сю объяснил: Чем лучше мы будем, тем больше внимания мы получим. Участники Galneryus известны своим высоким уровнем технического мастерства в обращении со своими инструментами, но они считают мелодию самым важным фактором в своих песнях. Сю сказал, что песня все равно должна быть хорошей, даже если она сведена только к вокалу и пианино. Гитарист также сказал, что, хотя он и хочет выделиться, вокалист должен выделяться больше всего.
Сочиняя музыку и пытаясь решить, в какой из его проектов войдет песня, Сю сказал, что представляет себе голос вокалиста и соответствует ли он песне. Поскольку у Galneryus есть клавишник, гитарист сказал, что он может расширить мир, который [он] создает, и быть предприимчивым с их музыкой. В 2017 году Сю сказал, что их предыдущие три альбома были в основном написаны им и клавишником Юки, причем он обычно сначала пишет песню, прежде чем Юки добавляет "композиции". Юки сказал, что в целом, вплоть до их пятого альбома Reincarnation, они все вместе входили в студию и создавали аранжировку путем джемования.
Во время его пребывания в группе тексты песен были написаны Ямой-Б и обычно на английском языке. В 2006 году они выпустили свою первую песню на японском языке с объяснением Сю: Английский не наш родной язык, поэтому на нем трудно передать наши чувства, и японские слушатели, я думаю, слушают наш голос просто как мелодии. Поэтому, если мы споем на японском, я думаю, мы сможем лучше передать то, что мы чувствуем. Японская лирика продолжалась, когда Сё присоединился по тем же причинам. Обычно он спрашивает композитора, какие образы они хотят видеть в песне, прежде чем писать их.
Песни с их первых трех альбомов рассказывают историю, и хотя он сказал, что Yama-B лучше подходит для этой задачи, Сю кратко описал это как приключение человека по имени Гальнери. Гальнери не смог победить плохого парня на первом альбоме и собирался повторить попытку на втором, но его друзья умирали один за другим, пока, наконец, не остался только Гальнери, и он впал в отчаяние к концу второго альбома. На третьем альбоме Гальнери сражается с драконом, прежде чем объединиться с ним, чтобы окончательно победить плохого парня. Герой и дракон оба умирают в конце, но финальная песня, Rebirth, рассказывает о женщине, которая влюбилась в героя перед его смертью и забеременела. Их альбом 2015 года Under the Force of Courage - концептуальный альбом с единой историей, хотя его продолжение также продолжило концепцию. Юки сочинили свои песни Rain of Tears и Soul of the Field специально для использования дэт-гроулинга Сю.

## Состав
| Нынешний состав - Сю – гитара, Бэк-вокал, фронтмен (2001–наше время) - Юки – клавишные, орган Хаммонда, клавитара, бэк-вокал (2003–наше время) - Масатоси "Сё" Оно (яп. 小野 正利 Ono Masatoshi) – вокал (2009–наше время) - Така – бас-гитара (2009–наше время) - Леа – ударные (2020–наше время) | Бывшие участники - Рёске "Цуй" Матсуи (яп. 松井 亮介 Matsui Ryōsuke) – бас-гитара, бэк-вокал (2003–2006) - Масахиро "Яма-Б" Ямагути (яп. 山口 将宏 Yamaguchi Masahiro) – вокал (2001–2008) - Юи-То – бас-гитара, бэк-вокал (2006–2009); вспомогательная гитара как Леда (2011) - Дзюнъити Сато (яп. 佐藤 潤一 Satō Jun'ichi) – ударные (2003–2016) - Фумия Морисита (яп. 森下フミヤ Morishita Fumiya) – ударные (2016–2020) Концертный состав - Сёго Химуро – бас-гитара (2001–2002) - А – клавишные (2001–2002) - Ёсинори Катаока – клавишные (2002) - Тосихиро "Тоссан" Юи – ударные (2001–2002) - Юсукэ – бас-гитара (2002–2003) |

## Дискография

### Альбомы
- The Flag of Punishment (22 октября 2003 г.) Oricon Album Weekly Chart Peak Position: #161[36]
- Advance to the Fall (23 марта 2005 г.) #86[36]
- Beyond the End of Despair… (12 июля 2006 г.) #57[36]
- One for All — All for One (22 августа 2007 г.) #53[36]
- Reincarnation (10 сентября 2008 г.) #55[36]
- Best of the Braving Days (25 марта 2009 г., compilation album) #154[36]
- Best of the Awakening Days (25 марта 2009 г., compilation album) #157[36]
- Resurrection (23 июня 2010 г.) #35[36]
- Phoenix Rising (5 октября 2011 г.)
- Angel of Salvation (20 октября 2012 г.) #16[36]
- Vetelgyus (24 сентября 2014 г.)
- Under The Force Of Courage (9 декабря 2015 г.)
- Ultimate Sacrifice (27 сентября 2017 г.)
- Into the Purgatory (23 октября 2019 г.)

### Синглы, мини-альбомы
- United Flag (21 октября 2001 г., EP)
- «Rebel Flag» (23 августа 2002 г.)
- «Everlasting» (27 июня 2007 г.) Oricon Single Weekly Chart Peak Position: #68[37]
- «Alsatia/Cause Disarray» (19 марта 2008 г.) #60[37]
- Shining Moments (30 июля 2008 г., digital EP)
- Beginning of the Resurrection (21 апреля 2010 г., digital EP)
- Future Never Dies (7 сентября 2011 г., digital EP)
- Kizuna (25 января 2012 г.)
- Hunting for your Dream (2012, EP)

### Кавер-релизы
- Voices from the Past (8 октября 2007 г.)
- Voices from the Past II (23 октября 2008 г.)
- Voices from the Past III (20 августа 2010 г.)
- The Ironhearted Flag Vol. 1: Regeneration Side (22 мая 2013 г., self-cover)
- The Ironhearted Flag Vol. 2: Reformation Side (4 сентября 2013 г., self-cover)

### Сборники
- «Black Diamond» (originally by Stratovarius) — Stand Proud! III (December 11, 2002)
- «Soldier Of Fortune» (originally by Loudness) — Japanese Heavy Metal Tribute Tamashii II (December 11, 2002)
- «Struggle For The Freedom Flag» — Hard Rock Summit in Osaka (June 16, 2004)
- «Serenade (D.N.mix)» — The Songs For Death Note The Movie ~The Last Name Tribute~ (December 20, 2006)
- «A Far-Off Distance (TV Size)» — Rainbow: Nisha Rokubō no Shichinin Opening/Ending theme digital EP (June 16, 2010)
- «Holy Blood: Tatakai no Kettô» (originally by Seikima-II) — Tribute to Seikima-II: Akuma to no Keiyakusho (September 15, 2010)
- «Against the Wind» (originally by Stratovarius) — Crying Stars -Stand Proud!- (September 29, 2010)
- «The Spirit Carries On» (originally by Dream Theater) — Crying Stars -Stand Proud!- (September 29, 2010)

### DVD
- Live for Rebirth (November 22, 2006)
- Live for All — Live for One (March 5, 2008)
- Live in the Moment of the Resurrection (December 8, 2010)

### Клипы
- «Struggle for the Freedom Flag» (The Flag of Punishment)
- «Silent Revelation» (Advance to the Fall)
- «My Last Farewell» (Beyond the End of Despair…)
- «Everlasting» («Everlasting»)
- «New Legend» (One for All — All for One)
- «Alsatia» («Alsatia/Cause Disarray»)
- «Shining Moments» (Reincarnation)
- «You’re The Only 2010» (Beginning of the Resurrection)
- «Destiny» (Resurrection)
- «Future Never Dies» (Phoenix Rising)
- «Kizuna» (Kizuna)
- «Hunting for Your Dream» (Hunting for Your Dream)
- «Angel of Salvation» (Angel of Salvation)
- «There’s No Escape» (Vetelgyus)